# Ian Walker (piłkarz)
Ian Michael Walker (ur. 31 października 1971 w Watford) – angielski piłkarz. Występował na pozycji bramkarza. Mierzy 188 cm wzrostu.

## Kariera klubowa
Ian Walker swoją karierę piłkarską zaczynał w 1989 roku w Tottenhamie Hotspur. W pierwszym sezonie tam spędzonym rozegrał jeden mecz. Rok później kierownictwo drużyny zdecydowało wypożyczyć go do Oxford United. Tam także nie występował w wyjściowej jedenastce. Gdy wrócił z Oksfordu zaczął częściej występować w swojej ekipie. Miał spory udział w wywalczeniu przez jego zespół w 1999 roku Pucharu Ligi. Łącznie w drużynie Ostróg rozegrał 258 meczów. W lipcu 2001 roku przeszedł za kwotę 2,5 miliona funtów do Leicesteru City. Grał tam przez cztery sezony i w każdym z nich występował w wyjściowym składzie. 6 maja 2005 roku Walker zdecydował się opuścić Walkers Stadium i przejść do ekipy Boltonu Wanderers. Zagrał tam jedynie w pięciu spotkaniach pucharowych. 11 grudnia 2008 roku postanowił udać się na emeryturę oraz grać w MLS.

## Kariera reprezentacyjna
Walker w latach 1990–1993 występował w reprezentacji Anglii do lat 21. W kadrze A zadebiutował w roku 1996. W tym samym roku został powołany przez Terry’ego Venablesa do kadry na Euro 1996. 8 lat później, kiedy trenerem kadry narodowej był Sven-Göran Eriksson, również był w kadrze na Euro. Na tym turnieju Anglicy dotarli do ćwierćfinału a sam Walker nie rozegrał żadnego meczu. Łącznie w barwach narodowych rozegrał 4 spotkania i nie strzelił żadnej bramki

## Sukcesy
- Puchar Ligi: 1999